# Kremastí (Rhodes)
Kremastí, en grec moderne : Κρεμαστή, est un village touristique de la communauté de Petaloúdes (el), sur la côte nord-ouest de l'île de Rhodes, en Grèce. Il est situé à 12 km au sud-ouest de la ville de Rhodes.
Selon le recensement de 2011, la population de Kremastí compte 5 396 habitants. Les principales activités du village sont le tourisme et l'agriculture.
Parmi les sites importants du village, se trouve la forteresse des Hospitaliers de l'ordre de Saint-Jean de Jérusalem érigée par le grand maître Fabrizio del Carretto, avec un établissement fondé par les Hospitaliers au milieu du XVe siècle ainsi que la bibliothèque de la place Kremastí.